# Паяжина
Паяжина се нарича секрет, отделян от паяжинните жлези на членестоногите представители на класовете Паякообразни и Стоножки.
Представлява белтъчен секрет, който след отделянето от жлезата се втвърдява и се превръща в тънка нишка. По своя химичен състав тя наподобява на коприненото влакно отделяно от копринената перепуда. Доказателство за съществуването им от древността е паяжина запечатана в кехлибар на 140 млн. години открит в графство Съсекс, Южна Англия.

## Производство на паяжинната нишка
В еволюционен аспект паяжината първоначално не е използвана за ловуване на насекоми и дребни животни. Когато паякообразните преминават от воден към сухоземен начин на живот през ранния девон е използвана с цел защита на тялото и яйцата на продуциращите я членестоноги. На по-късен етап е започнало използването ѝ с цел лов, като първоначално нишките са използвани за разузнавателна цел и по-късно е започнало изграждането на миниатюрни мрежи, които са добре известни в наши дни.
Паяжината е изградена от белтъци, богати на аминокиселините глицин, аланин и серин. В жлезите е в течна форма. При преминаването ѝ през многото предилни тръбички, отварящи се на повърхността на корема посредством брадавица, структурата на белтъчната маса се променя и се втвърдява под формата на тънка еластична нишка. Паяжината се произвежда от няколко чифтни паяжинни жлези разположени на корема непосредствено под половите жлези. Всеки чифт произвежда различна по състав, здравина и функция нишка. Например чифт жлези продуцират здраво влакно за изграждането на опорни и радиални нишки, служещи за основа на мрежата, други отделят лепкава нишка, по която полепват уловените жертви, трети отделят тънка нишка, използвана за увиване на улова. Някои видове паяци произвеждат 8 различни вида нишки през своя живот. Повечето от видовете притежават три чифта жлези, по-малка част имат само по един или четири чифта.
Изграждането на паяжината позволява на паяка да улавя като в капан своята жертва без да хаби енергия в преследването ѝ. Макар че това е ефективен метод за събиране на храна, изграждането на мрежата е енергоемащ процес. Това се дължи на факта, че за изграждането на нишката са нужни белтъци, които след известно време губят своята лепкавост и стават неефективни. Това налага изграждането на нови паяжини. Поради това нерядко паяците ежедневно ядат собствените си нишки, за да възстановят част от енергията, използвана за предене.
Якостта на опън на паяжинената нишка е по-голяма от тази на стоманата. Тя е известна със своята невероятна еластичност. Нейната микроструктура е в процес на изследване за потенциалните ѝ приложения в промишлеността, включително за производството на бронирани жилетки и изкуствени сухожилия. Изследователите са използвали генетично модифицирани бозайници за производство на протеини, необходими за производството на този материал.

## Видове паяжини
Съществуват няколко типа паяжинни мрежи. Всеки тип е характерен за отделни семейства или видове паякообразни и е свързан с начина на живот, вида на плячката и местообитанията.
- Спирална паяжина – характерна е за представителите на семейства Araneidae, Tetragnathidae и Uloboridae[11]
- Заплетена паяжина – характерна е за представителите на семейство Theridiidae
- Фуниеобразна паяжина – характерна предимно за тарантулите
- Тръбообразна паяжина
- Листовидна паяжина
- Куполообразна паяжина

Паяжините могат да бъзат изградени във вертикална или хоризонтална равнина. Срещат се във всевъзможни места в природата по ъгли, между растения, близо до земята или по-високо. Начинът на изграждането им е свързан с вида насекоми, които се улавят от дадения вид паяк, като изграждането на паяжината еволюира успоредно с промените в поведението и начина на живот на съответната плячка. Някои от изгражданите паяжини служат за заблуда на жертвата, а други се изграждат със защитна цел от оси и птици.

## Конструкция на паяжината
Една от най-разпространените форми на паяжината е спираловидната. Тя се изгражда като първоначално паякът закрепва опорни нишки, които очертават контура на паяжината. След това се изтъкават радиалните нишки, а след тях и помощна спирала. Последната поддържа конструкцията като цяло. Върху нея се налага спирала от лепкави нишки, по които полепва улова. Накрая се изгражда централен възел, в който обикновено паякът стои в очакване на улова.
През 1973 г. е установено, че изграждането на паяжината зависи от земното притегляне. Това става на космическата станция Скайлаб. Проведен е опит с два паяка от вида паяк кръстоносец, наречени от астронавтите Анита и Арабела. Установено е, че изградените паяжини са несъвършени и нефункционални с тънка нишка. Накрая и двата паяка умират от дехидратация.

## Приложение на паяжината
Паяжината е богата на витамин К, който е известен като витамин на кръвосъсирването. Поради тази цел в европейската народна медицина паяжини се използват за кръвоспирането при рани.
Друго интересно свойство на паяжината е, че при смесване с натриев хлорид има свойството да превръща черните косми в рижи. Причината за това е, аминокиселините взаимодействат с черния пигмент като го превръщат в риж (феомеланин).